# 凡妮莎·布莱恩特
凡妮莎·玛丽·布莱恩特（英語：Vanessa Marie Bryant，1982年5月5日—），原姓莱恩（英語：Laine），是一位女商人、模特，她也是篮球运动员科比·布莱恩特的妻子。他们于2007年成立了科比和瓦妮莎·布莱恩特基金会。

## 生平
凡妮莎·布莱恩特擁有墨西哥血统。她还是婴儿的时候，她的父母就离婚了。父母离婚后，她的亲生父亲搬到了下加利福尼亚州。 她的母亲是一家电子公司的货运業務文员。1990年，她的母亲又與斯蒂芬·莱恩（Stephen Laine）结婚。 凡妮莎·布莱恩特的家位於加登格羅夫。
1999年11月，凡妮莎·布莱恩特首次遇見了科比·布莱恩特。 
2007年，凡妮莎·布莱恩特和她的丈夫创立了基金会，該基金會为世界各地的大学生提供奖学金。 
凡妮莎·布莱恩特和科比·布莱恩特也是非裔美國人歷史和文化國家博物館的创始人。 

## 个人生活
凡妮莎·布莱恩特和科比·布莱恩特首次见面六个月后，兩人訂婚。她的订婚戒指上有一颗七克拉的钻石。他们于2001年4月18日结婚。 兩人的婚礼在达纳角的一家罗马天主教堂举行。 
2003年1月，凡妮莎生下了她和科比的第一个孩子娜塔莉亚。 
2005年春天，由于異位妊娠的緣故，凡妮莎流产。她的第二个女儿Gianna Maria-Onore（也称为“Gigi”）生于2006年5月。 
2016年12月上旬，凡妮莎生下了第三个女儿。2019年6月，凡妮莎的第四个女儿誕生。 